# Alexander Schiffler
Alexander Schiffler (* 20. Januar 1982 in Dresden) ist ein deutscher Behindertensportler und Paralympics-Teilnehmer.

## Persönlicher Werdegang
Bei Alexander Schiffler wurde in jungen Jahren ein Tumor im Knie diagnostiziert, welcher operativ entfernt werden musste. Die Ärzte entschieden sich für eine Umkehrplastik, bei der das Fußgelenk des entfernten Beines an die Stelle des Knies gesetzt wird, wodurch mit einer Prothese ein relativ normales Laufen möglich ist. Nach dem Schulabschluss erlernte er den Beruf des Orthopädiemechanikers.

## Sportliche Laufbahn
Aufgrund seiner Behinderung wählte er als Sportart den Mannschaftssitzvolleyball. Sitzvolleyball spielte er beim Dresdner SC 1898. Mit dieser Mannschaft spielte er seit 1996 so erfolgreich, dass er in die deutsche Nationalmannschaft berufen wurde, mit der er bald in der Leistungsgruppe D erfolgreich eingesetzt wurde. Später spielte er auch für den BV Leipzig. Im Jahre 2000 nahm er erstmals an den Paralympischen Sommerspielen teil, bei der die deutsche Sitzvolleyballmannschaft den 5. Platz erreichte. Danach folgte 2002 bei den Weltmeisterschaften eine Silbermedaille, dann errang er 2003, 2005 und 2015 jeweils Silbermedaillen bei den Europameisterschaften. Hinzu kamen bei den Europameisterschaften 2007, 2009, 2012 und 2013 Bronzemedaillen.
Höhepunkt seiner Erfolge war für ihn und die deutsche Sitzvolleyballmannschaft der Gewinn eine Bronzemedaille bei den Paralympischen Sommerspielen 2012 in London.
Für den Gewinn dieser Medaille erhielten er und die Mannschaft am 1. September 2012 das Silberne Lorbeerblatt.
Seine aktuellen Verein sind der BV Leipzig e.V. und der Dresdner SC 1898.